# South Ockendon
South Ockendon – wieś w Anglii, w Esseksie, w dystrykcie (unitary authority) Thurrock. W 2019 miejscowość liczyła 22 303 mieszkańców. W 1931 roku civil parish liczyła 1355 mieszkańców.